# Pere Jofre Bosch
Pere Jofre Bosch (Palma, 1930 - 1998?). Historiador, polític i professor de batxillerat. Fill de Bernat Jofre Roca. Llicenciat en dret (1955) i en història contemporània (1960) a la Universitat de Barcelona, la seva militància política sempre va estar lligada a partits nacionalistes. En aquest sentit, durant la dècada del 1970 participà en la fundació d'Aliança Nacional Mallorquina (ANAM) i fou membre del comitè executiu del Partit Socialista d'Alliberament Nacional (PSAN). Pel que fa a la seva tasca com a investigador, va centrar els seus treballs en qüestions d'identitat nacional dels Països Catalans i l'antifranquisme. Entre la seva bibliografia cal fer esment La Guerra de la Independencia en Cataluña (1812-1814) (1981).
En el camp de la docència va impartir, fins a la seva jubilació, classes d història i història de l art a l IES Joanot Martorell d Esplugues de Llobregat.